# Круглова, Юлия Андреевна
Юлия Андреевна Круглова (урождённая Зыкова; род. 25 ноября 1995, Красноярск) — российская спортсменка, стрелок, заслуженный мастер спорта России  по пулевой стрельбе (2021). Серебряный призёр Олимпийских игр (2020), бронзовый призёр чемпионата мира (2018), чемпионка II Европейских игр (2019), трёхкратная чемпионка Европы (2021) и победительница VII Всемирных военных игр.

## Биография
Родилась 25 ноября 1995 года в городе Красноярске. Выступает за ЦСКА. Имеет воинское звание лейтенант (2021).

## Спортивная карьера
На чемпионате мира 2018 года, который проходил в Южной Корее, российская спортсменка в пулевой стрельбе из винтовки из трёх положений на дистанции 50 метров завоевала бронзовую медаль — первую на столь значимых спортивных соревнованиях.
Через год, на II Европейских играх 2019 года, которые проходили в Минске, Юлия в личных соревнованиях по стрельбе из винтовки из трёх положений на дистанции 50 метров стала обладателем золотой медали и чемпионкой Европейских игр. В этом же году российский стрелок стала двукратным победителем Всемирных военных игр. В пулевой стрельбе из винтовки из трёх положений на дистанции 50 метров Юлия в 2019 году завоевала олимпийскую лицензию для участия в соревнованиях на Играх в Токио.
В 2021 году на чемпионате Европы в Хорватии, Зыкова завоевала три золотые медали в стрельбе из винтовки в командных соревнованиях. В личных соревнованиях она завоевала серебряную медаль набрав 462,9 балла и уступив итальянке Софии Чеккарелло (464,7).

## Личная жизнь
Замужем за бывшим тренером сборной России по пулевой стрельбе Сергеем Кругловым. После свадьбы взяла фамилию мужа, чем очень расстроила родственников.
Воспитывает дочь Киру.

## Награды
- Медаль ордена «За заслуги перед Отечеством» I степени (11 августа 2021 года) — за большой вклад в развитие отечественного спорта, высокие спортивные достижения, волю к победе, стойкость и целеустремленность, проявленные на Играх XXXII Олимпиады 2020 года в городе Токио (Япония)[10].